# Погребняк Анатолій Іванович
Анатолій Іванович Погребняк (1933 — ?) — український радянський діяч, секретар Кіровоградського обласного комітету КПУ, 1-й заступник голови правління республіканського товариства «Знання».

## Життєпис
Освіта вища. Член КПРС.
До грудня 1973 року — консультант відділу пропаганди і агітації ЦК КПУ.
17 грудня 1973 — 5 квітня 1985 року — секретар Кіровоградського обласного комітету КПУ з питань ідеології.
З квітня 1985 року — 1-й заступник голови правління республіканського товариства «Знання» Української РСР (України). На 1997 рік очолював правління Всеукраїнської громадської організації «Товариство Знання України».
Потім — на пенсії.

## Нагороди
- орден «Знак Пошани»
- ордени
- медалі